# Stepan Demirczian

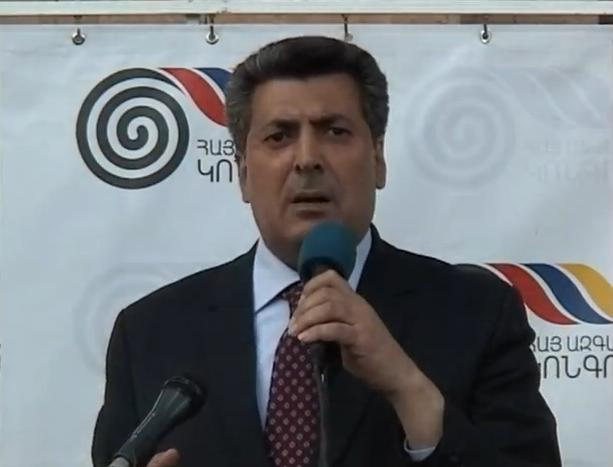
Stepan Demirczian

Stepan Demirczian (orm. Ստեփան Դեմիրճյան; ur. 7 czerwca 1959 roku w Erywaniu) – ormiański polityk, deputowany do parlamentu Armenii, syn Karena Demircziana. Kandydat na prezydenta Armenii w wyborach prezydenckich w 2003 roku. 

## Życiorys
Stepan Demirczian urodził się 7 czerwca 1959 roku w Erywaniu jako syn Karena Demircziana, późniejszego przewodniczącego parlamentu Armenii. W 1981 ukończył studia na Uniwersytecie Narodowym w Erywaniu, jako inżynier elektryk. W latach 1981–1986 pracował najpierw jako robotnik, a później jako kierownik stacji, a następnie zastępca kierownika montowni w Zespole Przemysłowym Silników Elektrycznych przy Ministerstwie Przemysłu Elektrotechnicznego. W latach 1984–1986 pracował jako asystent inżyniera w Zespole Przemysłowym Silników Elektrycznych. W latach 1986–1988 pracował najpierw jako główny inżynier, a później jako dyrektor w Zakładzie Konstrukcji Sprzętu Programującego w Ministerstwie Sprzętu, Automatyki i Systemów Zarządzania ZSRR.
27 października 1999 roku jego ojciec zginął w zamachu terrorystycznym na armeński parlament.
W 2003 roku zgłosił swoją kandydaturę w wyborach na prezydenta Armenii i tego samego roku został wybrany deputowanym do parlamentu z ramienia "Sojuszu Sprawiedliwości" (orm. Ardarutyun).
Jest żonaty i ma trójkę dzieci.